# Deutsches Stadion
Deutsches Stadion (în română:"Stadionul German") a fost stadion monumental proiectat de Albert Speer pentru Reichsparteitagsgelände în Nürnberg, în sudul Germaniei. Construcția sa a început în septembrie 1937, și a fost programată a fi finalizată în 1943. Totuși, ca și alte structuri monumentale naziste, construcția stadionului a fost întreruptă de izbucnirea celui de-al doilea război mondial și nu a mai fost fianlizată.

## Descriere

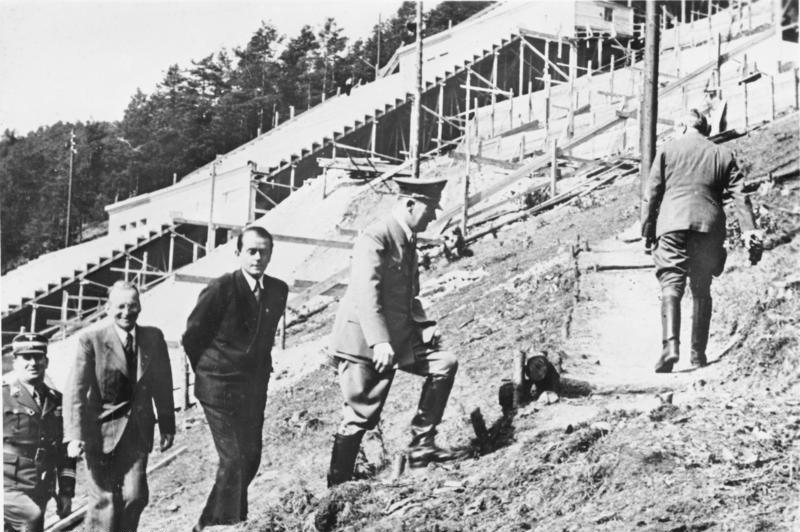
Adolf Hitler (Albert Speer, în spatele său) visitând un loc de test pentru construcție de lângă Nürnberg în 1937

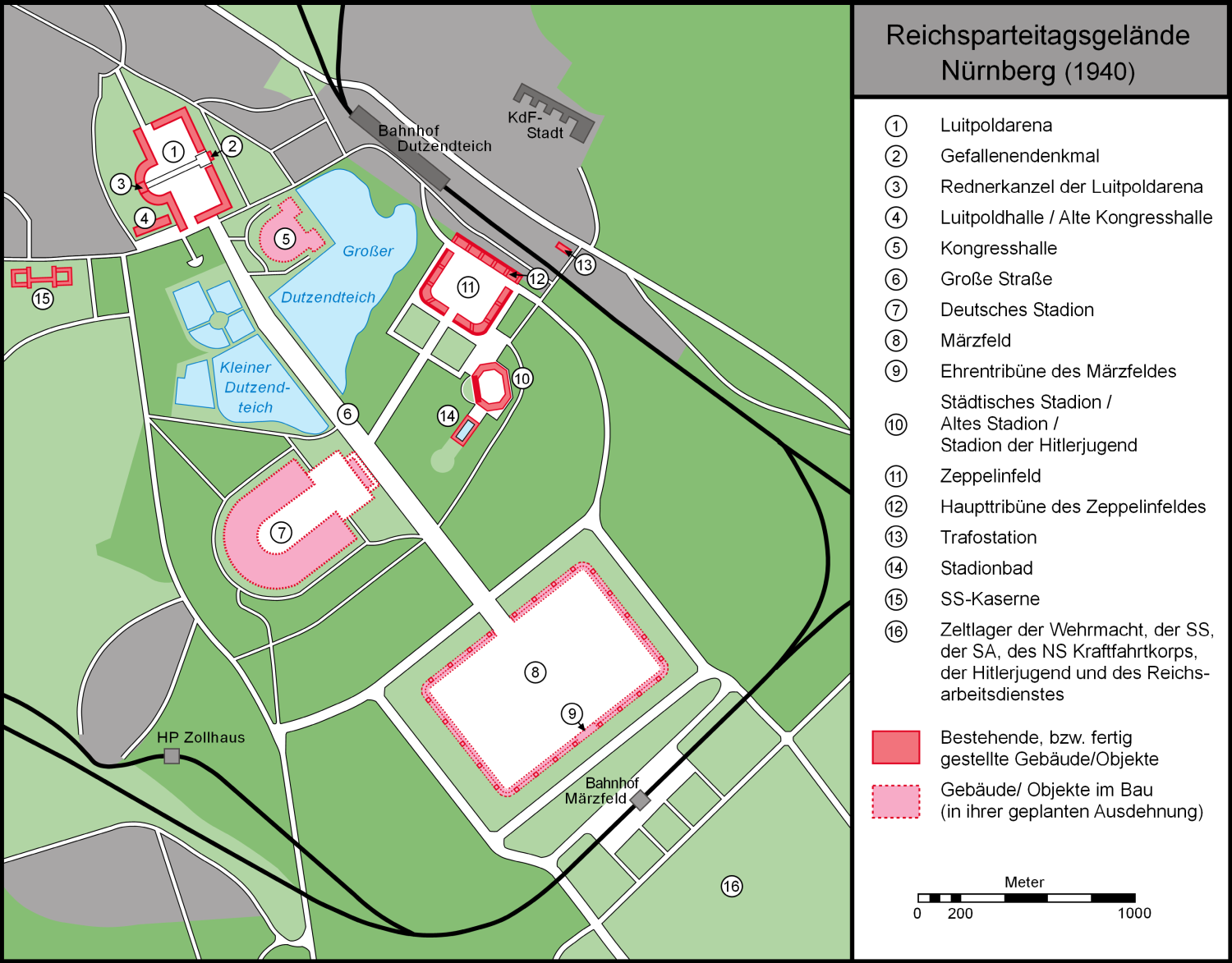
Reichsparteitagsgelände în 1940

Principalele caracteristici ale proiectului de stadion al lui Albert Speer erau:
- Pentru designul construcției Speer s-a inspirat de la Stadionul Panathenaic din Atena, care-l impresionase mult când l-a vizitat în 1935.[2]
- Stadionul ar fi avut 550 de metri în lungime, 460 de metri în lățime, și o înălțime de 100 metri; construcția însumând un volum total de 8.500.000  de metri cubi, fiind triplu față de volumul piramida lui Kéops;
- Stadionul era prevăzut pentru a găzdui 400.000 de persoane, ceea ce-i permitea lui Speer să-l compare cu Circus Maximus din Roma, care putea găzui între 150.000 și 200.000;
- Costul total al construcției stadionului a fost estimat între 200 și 250 de milioane Reichsmark.

A fost comandat granit roșu deschis pentru carcasa exterioară, și alb pentru tribune..
În primăvara anului 1937, Hitler i-a spus lui Speer că după Jocurile Olimpice de vară din 1940 programate să aibă loc în Tokyo, ele vor avea loc pentru totdeauna în Germania pe acest stadion.
Construcția stadionului a început în 1938 cu lucrări de excavare, și s-au oprit la începutul războiului în 1939. După război, jumătatea nordică a gropii a fost umplută cu apă și acum formează Silbersee, în traducere "lacul de argint", în timp ce jumătatea de sud a fost folosită ca depozit pentru resturile de la distrugerea orașului Nürnberg.